# Funazushi
Funazushi (鮒寿司) er en lokal specialitet (chinmi) fra Shiga-præfekturet i Japan. Som råmateriale bruges hunkarusser fra Japans største sø, Biwasøen.
Funazushi er et lokalt eksempel på tilberedningsformen narezushi, hvor fisken fermenteres i ris, hvilket tidligere var meget udbredt. I dag er det en dyr og sjældent spist specialitet.
Tilberedelsen starter med, at man skraber skrællerne af fisken og renser den, hvorefter den lægges i saltvand nogle timer. Derefter fyldes den med salt og pakkes tæt i et fad. Ligesom ved sauerkraut ligger låget i fadet og presses ned af en sten. Efter et år tager man fisken ud, tørrer den og indhyller den i ris. Derefter lader man den fermentere i yderligere to til tre år, idet riset udskiftes hvert år. Denne tilberedningsform med ris som konserveringsmiddel var forgængere for det moderne sushi.
Funazushi har en meget intensiv lugt, og smagen er skarp syrlig. Man bruger det til suppe, tempura eller simret i grøn te (chazuke).